# Bartosz Soćko
Bartosz Soćko est un joueur d'échecs polonais né le 10 novembre 1978 à Piaseczno. Grand maître international depuis 1999, il a remporté le mémorial Rubinstein en 2006 et le championnat de Pologne à trois reprises. En 2012, il finit premier ex æquo du mémorial Tchigorine à Saint-Pétersbourg (deuxième au départage).
Au 1er juillet 2015, il est le no 7 polonais et le 158e joueur mondial avec un classement Elo de 2 624.

## Carrière sportive
Bartosz Soćko remporte le championnat de Pologne à trois reprises en 2008, 2013 et 2023.

### Coupes du monde
Il a participé à la coupe du monde d'échecs 2007 (éliminé au deuxième tour par Zoltán Almási) et à la coupe du monde d'échecs 2011 (éliminé au premier tour par Viktor Bologan).

### Compétitions par équipe
Il a représenté la Pologne lors de huit olympiades (il fut médaille de bronze individuelle au 4e échiquier en 2000) et à huit championnats d'Europe par équipes (médaille d'argent individuelle en 2003).

## Vie privée

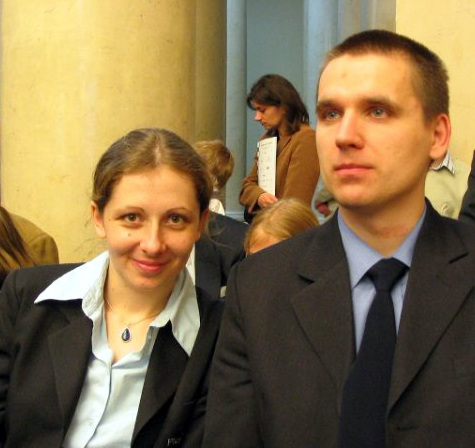
Monika Soćko et Bartosz Soćko en 2004.

Bartosz Soćko est marré à Monika Soćko (née Bobrowska) qui est également grand maître international (titre mixte) et championne de Pologne à six reprises.